# Mostuéjouls

Mostuéjouls este o comună în departamentul Aveyron din sudul Franței. În 1 ianuarie 2022 avea o populație de 329 de locuitori.